# Navire-État
Pour les articles homonymes, voir Navire (homonymie).
Le navire-État (ou navire de l’État) est une métaphore de la philosophie politique qui compare l'État (ou la Cité) à un bateau. Issue des dialogues platoniciens, et notamment de la République, cette métaphore a connu une grande postérité philosophique.

## Origine
Dans le livre VI de la République (488a - 489d), Socrate compare le gouvernement d'une Cité-État au commandement d'un bateau. De la même manière que des compétences spécifiques et difficiles d'acquisition sont requises pour tenir le gouvernail d'un navire, il est nécessaire de disposer d'une science du politique pour être un bon chef d’État. Le peuple, à bord du bateau, ne sait pas toujours bien se tenir ni choisir l'homme le plus juste pour tenir le gouvernail. 
Cette image permet à Socrate d'argumenter en faveur de la thèse du philosophe roi, selon laquelle le bon gouvernant est celui qui contemple les Formes, les Idées, à savoir celui qui connaît la Justice, le Bien et le Bon, et qui donc ne peut qu'être un philosophe. Dans le livre suivant, il abandonne la métaphore pour passer à celle du berger guidant un troupeau.
On trouve toutefois la métaphore du navire de l'Etat dans la littérature grecque qui précède Platon, ainsi que dans celle de son temps. On la retrouve par exemple dans la poésie lyrique d'Alcée de Mytilène (fragments 6, 208 et 249). Eschyle comme Sophocle recourent à cette comparaison dans Les Sept contre Thèbes et Antigone respectivement. Du côté des auteurs comiques, on trouve la métaphore chez Aristophane dans les Guêpes.

## Postérité

### Utilisation poétique
Le navire-État a été utilisé comme métaphore dans le cadre de textes poétiques. Ainsi, le poète romain Horace fait référence au navire-Etat dans ses Odes (ode 1.14). Plus récemment, Henry Longfellow a écrit un poème intitulé « O Ship of State ». 

### Utilisation politique
Les Jacobins utilisent la métaphore durant la Révolution française. Thomas Carlyle l'utilise pour s'opposer aux mouvements démocratiques de son temps. 

### Utilisation philosophique
Michel Senellart remarque que la philosophie politique a fait de la métaphore platonicienne un classique, utilisé par beaucoup d'auteurs à travers le temps. Ainsi, il remarque que Nicolas Machiavel a recours à l'image du navire comme État, et file la métaphore de la tempête qui ballote le vaisseau. 
Jean Bodin mobilise la métaphore platonicienne dans les Six Livres de la République. Il adapte la métaphore pour questionner le concept de souveraineté : « Tout ainsi que le navire n'est plus que bois, en forme de vaisseau, quand la quille, qui soutient les côtés, la proue, la poupe et le tillac sont ôtés : aussi la République sans puissance souveraine, qui unit tous les membres et parties d'icelle et tous les ménages et collèges en un corps, n'est plus République ».